# Categoría Primera B 2016
Die Categoría Primera B 2016, nach einem Sponsor auch Torneo Águila genannt, war die siebenundzwanzigste Spielzeit der zweiten kolumbianischen Spielklasse im Fußball der Herren. Die Spielzeit begann am 13. Februar und endete am 11. Dezember 2016.
Die Absteiger aus der Categoría Primera A 2015 waren Cúcuta Deportivo und Uniautónoma FC. Uniautónoma FC verkaufte jedoch sein Startrecht an Orsomarso SC.
Als erster Aufsteiger stand am 27. November América de Cali fest, das sich durch einen 2:1-Sieg gegen Deportes Quindío am letzten Spieltag als Erster der Gruppe B der Finalrunde den Aufstieg sicherte. Einen Tag später stand auch Tigres FC als Sieger der Gruppe A und Aufsteiger in die erste Liga fest. Im Finale konnte sich América durchsetzen und wurde somit zum ersten Mal Meister der zweiten kolumbianischen Liga.

## Modus
Der Modus blieb im Vergleich zum Vorjahr unverändert. Es wurde ein Turnier gespielt, in dem alle Mannschaften in Hin- und Rückspielen gegeneinander spielten. Zusätzlich ges zwei Spieltage mit Clásicos, an denen Spiele mit Derby-Charakter ausgetragen wurden. Die ersten acht Mannschaften qualifizierten sich für die Finalrunde. Die Finalrunde bestand aus einer Gruppenphase mit zwei Gruppen mit jeweils vier Mannschaften, die in Hin- und Rückspielen die beiden direkten Aufsteiger ermittelten. Die beiden Gruppensieger spielten zudem in einem Finale den Meister aus.

## Vereine in der Categoría Primera B 2016
Die folgenden Vereine nahmen an der Spielzeit 2016 teil. Uniautónoma FC verkaufte sein Startrecht an Orsomarso SC und Expreso Rojo änderte seinen Namen in Tigres FC. Dépor FC hatte zu Beginn der Saison mit juristischen Auseinandersetzung bezüglich des Startrechts zu kämpfen und konnte erst Mitte März unter dem neuen Namen Atlético FC teilnehmen.
| Mannschaft | Stadt                 | Stadion                                                 | Kapazität            |
| --- | --------------------- | ------------------------------------------------------- | -------------------- |
| América de Cali | Cali                  | Pascual Guerrero                                        | 35.405               |
| Atlético FC | Cali                  | Pascual Guerrero                                        | 35.405               |
| Barranquilla FC | Barranquilla          | Metropolitano                                           | 58.000               |
| Bogotá FC | Bogotá                | Metropolitano de Techo                                  | 10.000               |
| Cúcuta Deportivo | Cúcuta                | General Santander                                       | 42.901               |
| Deportes Quindío | Armenia               | Centenario                                              | 20.716               |
| Deportivo Pereira | Pereira               | Hernán Ramírez Villegas                                 | 31.192               |
| Leones FC | Turbo Envigado Itagüí | John Jairo Tréllez Polideportivo Sur Ciudad de Itagüí 1 | 10.000 11.000 12.000 |
| Llaneros FC | Villavicencio         | Manuel Calle Lombana                                    | 15.000               |
| Orsomarso SC | Palmira               | Rivera Escobar                                          | 9000                 |
| Real Cartagena | Cartagena             | Jaime Morón León                                        | 16.068               |
| Real Santander | Floridablanca         | Álvaro Gómez Hurtado                                    | 12.000               |
| Tigres FC | Soacha Bogotá         | Luis Carlos Galán Metropolitano de Techo 2              | 8000 10.000          |
| Unión Magdalena | Riohacha Ciénaga      | Federico Serrano Soto Municipal de Ciénaga 3            | 8000 10.000          |
| Universitario Popayán | Popayán               | Ciro López                                              | 5000                 |
| Valledupar FC | Valledupar            | Armando Maestre Pavajeau                                | 10.000               |
| 1 Leones FC zog Anfang der Rückserie nach Envigado um und dann für die Finalrunde nach Itagüí.2 Tigres FC trug zwei Heimspiele in Bogotá aus.3 Das Heimstadion von Unión Magdalena ist ursprünglich das Estadio Eduardo Santos in Santa Marta, das aber zurzeit aus Sicherheitsgründen nicht verwendet werden darf. In der Apertura spielte der Verein in Riohacha, in der Finalización in Ciénaga. |                       |                                                         |                      |

## Tabelle
| Pl. | Verein                | Sp. | S  | U  | N  | Tore    | Diff. | Punkte |
| --- | --------------------- | --- | -- | -- | -- | ------- | ----- | ------ |
| 1.  | Deportivo Pereira     | 32  | 22 | 4  | 6  | 058:280 | +30   | 70     |
| 2.  | América de Cali       | 32  | 16 | 12 | 4  | 048:240 | +24   | 60     |
| 3.  | Real Cartagena        | 32  | 16 | 9  | 7  | 047:360 | +11   | 57     |
| 4.  | Leones FC             | 32  | 14 | 7  | 11 | 043:310 | +12   | 49     |
| 5.  | Universitario Popayán | 32  | 14 | 7  | 11 | 037:350 | +2    | 49     |
| 6.  | Tigres FC             | 32  | 12 | 12 | 8  | 026:240 | +2    | 48     |
| 7.  | Deportes Quindío      | 32  | 13 | 5  | 14 | 036:330 | +3    | 44     |
| 8.  | Bogotá FC             | 32  | 12 | 8  | 12 | 037:390 | −2    | 44     |
| 9.  | Valledupar FC         | 32  | 13 | 5  | 14 | 034:370 | −3    | 44     |
| 10. | Cúcuta Deportivo (A)  | 32  | 11 | 9  | 12 | 035:310 | +4    | 42     |
| 11. | Orsomarso SC          | 32  | 11 | 7  | 14 | 035:480 | −13   | 40     |
| 12. | Barranquilla FC       | 32  | 9  | 8  | 15 | 031:370 | −6    | 35     |
| 13. | Unión Magdalena       | 32  | 9  | 8  | 15 | 030:390 | −9    | 35     |
| 14. | Real Santander        | 32  | 9  | 6  | 17 | 033:510 | −18   | 33     |
| 15. | Llaneros FC           | 32  | 7  | 10 | 15 | 031:420 | −11   | 31     |
| 16. | Atlético FC           | 32  | 6  | 7  | 19 | 019:450 | −26   | 25     |

| (A) | Absteiger aus der Categoría Primera A: Cúcuta Deportivo, (Uniautónoma FC) |

## Finalrunde
Bei Punktegleichstand ist der Tabellenplatz der Ligaphase entscheidend.

### Gruppe A
| Pl. | Verein            | Sp. | S | U | N | Tore    | Diff. | Punkte |
| --- | ----------------- | --- | - | - | - | ------- | ----- | ------ |
| 1.  | Tigres FC         | 6   | 3 | 2 | 1 | 005:400 | +1    | 11     |
| 2.  | Deportivo Pereira | 6   | 2 | 3 | 1 | 010:600 | +4    | 09     |
| 3.  | Leones FC         | 6   | 2 | 3 | 1 | 012:100 | +2    | 09     |
| 4.  | Bogotá FC         | 6   | 1 | 0 | 5 | 005:120 | −7    | 03     |

| 22. Oktober 2016  |     |                   |                                                |
| Tigres FC         | 1:0 | Bogotá FC         | Estadio Luis Carlos Galán Sarmiento, Soacha    |
| 24. Oktober 2016  |     |                   |                                                |
| Deportivo Pereira | 2:2 | Leones FC         | Estadio Hernán Ramírez Villegas, Pereira       |
| 29. Oktober 2016  |     |                   |                                                |
| Leones FC         | 1:1 | Tigres FC         | Estadio Metropolitano Ciudad de Itagüí, Itagüí |
| 31. Oktober 2016  |     |                   |                                                |
| Bogotá FC         | 2:1 | Deportivo Pereira | Estadio Metropolitano de Techo, Bogotá         |
| 5. November 2016  |     |                   |                                                |
| Leones FC         | 3:1 | Bogotá FC         | Estadio Metropolitano Ciudad de Itagüí         |
| 6. November 2016  |     |                   |                                                |
| Deportivo Pereira | 0:0 | Tigres FC         | Estadio Hernán Ramírez Villegas                |
| 12. November 2016 |     |                   |                                                |
| Tigres FC         | 0:2 | Deportivo Pereira | Estadio Luis Carlos Galán Sarmiento            |
| 14. November 2016 |     |                   |                                                |
| Bogotá FC         | 2:3 | Leones FC         | Estadio Metropolitano de Techo                 |
| 19. November 2016 |     |                   |                                                |
| Tigres FC         | 2:1 | Leones FC         | Estadio Luis Carlos Galán Sarmiento            |
| Deportivo Pereira | 3:0 | Bogotá FC         | Estadio Hernán Ramírez Villegas                |
| 26. November 2016 |     |                   |                                                |
| Leones FC         | 2:2 | Deportivo Pereira | Estadio Metropolitano Ciudad de Itagüí         |
| Bogotá FC         | 0:1 | Tigres FC         | Estadio Metropolitano de Techo                 |

### Gruppe B
| Pl. | Verein                | Sp. | S | U | N | Tore    | Diff. | Punkte |
| --- | --------------------- | --- | - | - | - | ------- | ----- | ------ |
| 1.  | América de Cali       | 6   | 4 | 1 | 1 | 009:400 | +5    | 13     |
| 2.  | Deportes Quindío      | 6   | 3 | 2 | 1 | 009:600 | +3    | 11     |
| 3.  | Real Cartagena        | 6   | 1 | 2 | 3 | 006:100 | −4    | 05     |
| 4.  | Universitario Popayán | 6   | 0 | 3 | 3 | 003:700 | −4    | 03     |

| 23. Oktober 2016  |     |                  |                                         |
| Universitario     | 1:1 | Real Cartagena   | Estadio Ciro López, Popayán             |
| 25. Oktober 2016  |     |                  |                                         |
| Deportes Quindío  | 1:0 | América          | Estadio Centenario de Armenia, Armenia  |
| 30. Oktober 2016  |     |                  |                                         |
| Real Cartagena    | 2:2 | Deportes Quindío | Estadio Jaime Morón León, Cartagena     |
| 1. November 2016  |     |                  |                                         |
| América           | 2:0 | Universitario    | Estadio Olímpico Pascual Guerrero, Cali |
| 7. November 2016  |     |                  |                                         |
| América           | 2:1 | Real Cartagena   | Estadio Olímpico Pascual Guerrero       |
| 8. November 2016  |     |                  |                                         |
| Deportes Quindío  | 1:0 | Universitario    | Estadio Centenario                      |
| 13. November 2016 |     |                  |                                         |
| Real Cartagena    | 0:2 | América          | Estadio Jaime Morón León                |
| Universitario     | 1:1 | Deportes Quindío | Estadio Ciro López                      |
| 20. November 2016 |     |                  |                                         |
| Universitario     | 1:1 | América          | Estadio Ciro López                      |
| Deportes Quindío  | 3:1 | Real Cartagena   | Estadio Centenario                      |
| 27. November 2016 |     |                  |                                         |
| América           | 2:1 | Deportes Quindío | Estadio Olímpico Pascual Guerrero       |
| Real Cartagena    | 1:0 | Universitario    | Estadio Jaime Morón León                |

## Finale
Das Hinspiel fand am 5. Dezember 2016 in Bogotá statt. América konnte sich auswärts mit 2:0 einen Vorteil verschaffen. Da América auch das Rückspiel in Cali am 11. Dezember gewann, wurde der Verein zum ersten Mal Meister der zweiten Liga.
|           | Gesamt |                 | Hinspiel | Rückspiel |
| --------- | ------ | --------------- | -------- | --------- |
| Tigres FC | 1:5    | América de Cali | 0:2      | 1:3       |

### Hinspiel
| Paarung         | Tigres FC – América de Cali |
| Ergebnis        | 0:2 (0:2) |
| Datum           | 5. Dezember 2016 um 19:30 Uhr (UTC−5) |
| Stadion         | Estadio Metropolitano de Techo, Bogotá |
| Zuschauer       | 7.000 |
| Schiedsrichter  | Bismark Santiago (Atlántico) |
| Tore            | 0:1 Carlos Lasso (35., ET) 0:2 Jhonny Vásquez (59.) |
| Tigres FC       | César Giraldo, Fabián Mosquera, Carlos Lasso, Jorge Luis Lozano (58. Andrés Ávila), Alejandro Uribe, Luis Miguel Lazcano, Jhonny Alejandro Rivera, Diego Gómez, Jhoan Muñoz, Wilson Mena (68. Daniel Peñaloza), Ethan González Cheftrainer: John Jairo Bodmer                                     |
| América de Cali | Carlos Bejarano (69. Sebastián Fuentes), Arnol Palacios, Diego Hérner, Efraín Cortés, Jarol Martínez, Jhonny Alexander Vásquez, Aníbal Hernández, Brayan Angulo (83. William Arboleda), Jonathan Álvarez, Cristian Martínez Borja, Ernesto Farías (69. David Ferreira) Cheftrainer: Hernán Torres |
| Gelbe Karten    | Wilson Mena, Jhony Rivera – Efraín Cortés, Diego Hérner |

### Rückspiel
| Paarung         | América de Cali – Tigres FC |
| Ergebnis        | 3:1 (2:0) |
| Datum           | 10. Dezember 2016 um 19:00 Uhr (UTC−5) |
| Stadion         | Estadio Olímpico Pascual Guerrero, Cali |
| Zuschauer       | 32.000 |
| Schiedsrichter  | Jorge Guzmán (Norte de Santander) |
| Tore            | 1:0 Brayan Angulo (23.) 2:0 Cristian Martínez Borja (44.) 3:0 Brayan Angulo (51.) 3:1 Jhonny Rivera (71.) |
| América de Cali | Sebastián Fuentes, Arnol Palacios, Diego Hérner, Efraín Cortés, Jarol Martínez, Camilo Ayala, Jhonny Alexander Vásquez, Jeison Lucumí (66. William Arboleda), Brayan Angulo (56. Jonathan Álvarez), Ernesto Farías (71. David Ferreira), Cristian Martínez Borja Cheftrainer: Hernán Torres |
| Tigres FC       | César Giraldo, Fabián Mosquera, Carlos Lasso, Jorge Luis Lozano, Felipe Ávila, Harrison Mancilla, Jhonny Alejandro Rivera, Jhoan Muñoz, Diego Gómez, Ethan González, Wilson Mena (62. Daniel Peñaloza) Cheftrainer: John Jairo Bodmer                                                       |
| Gelbe Karten    | Camilo Ayala – Ethan González, Harrison Mancilla |

## Torschützenliste
Bei gleicher Anzahl von Treffern sind die Spieler alphabetisch geordnet.
| Pl. | Spieler                 | Mannschaft            | Tore |
| --- | ----------------------- | --------------------- | ---- |
| 1.  | Juan Camilo Hernández   | Deportivo Pereira     | 21   |
| 2.  | Jairo Molina            | Bogotá FC             | 17   |
| 3.  | Damir Ceter             | Deportes Quindío      | 14   |
| 4.  | Martín Arzuaga          | Real Cartagena        | 13   |
| 4.  | Ernesto Farías          | América de Cali       | 13   |
| 6.  | Cristian Martínez Borja | América de Cali       | 12   |
| 7.  | Ricardo Delgado Araújo  | Valledupar FC         | 11   |
| 8.  | Ethan González          | Tigres FC             | 10   |
| 8.  | Daniel Lloreda          | Leones FC             | 10   |
| 8.  | José David Lloreda      | Cúcuta Deportivo      | 10   |
| 8.  | Guillermo Murillo       | Universitario Popayán | 10   |
| 8.  | Andrés Ricaurte Vélez   | Leones FC             | 10   |
| 8.  | Juan Salcedo            | Real Cartagena        | 10   |